# ساندرا نيلسون (ممثلة)
ساندرا نيلسون (بالإنجليزية: Sandra Nelson)‏ هي ممثلة أمريكية، ولدت في 29 ديسمبر 1962 في الولايات المتحدة.

## وصلات خارجية
- ساندرا نيلسون على موقع IMDb (الإنجليزية)
- ساندرا نيلسون على موقع روتن توميتوز (الإنجليزية)
- ساندرا نيلسون على موقع ميوزك برينز (الإنجليزية)
- ساندرا نيلسون على موقع أول موفي (الإنجليزية)
- ساندرا نيلسون على موقع قاعدة بيانات الفيلم (الإنجليزية)